# Orny Adams
Orny Adams (* 10. November 1970 in Lexington, Massachusetts, als Adam Jason Orenstein) ist ein US-amerikanischer Stand-up-Comedian und Schauspieler.

## Leben
Nach seinem Schulabschluss 1989 an der Lexington High School absolvierte Adams an der Emory University in Atlanta, Georgia, ein Bachelorstudium mit den Hauptfächern Philosophie und Politikwissenschaft. Dieses schloss er 1993 erfolgreich ab.
Seine Karriere begann Adams mit Auftritten in der Tonight Show with Jay Leno und in der Late Show with David Letterman. 2002 war Adams neben Jerry Seinfeld in dem Dokumentarfilm Jerry Seinfeld: Comedian zu sehen.
Am 10. November 2006 brachte Adams die Comedy-DVD/-CD Path of Most Resistance auf den Markt. Am 29. Oktober 2010 veröffentlichte der US-Fernsehsender Comedy Central Adams’ einstündiges Comedy-Special Orny Adams Takes The Third Premiere.
Von 2011 bis 2014 spielte Adams die Nebenrolle des „Coach Bobby Finstock“ in der MTV-Fernsehserie Teen Wolf.

## Filmografie
- 2000: Late Show with David Letterman
- 2003: Last Call with Carson Daly
- 2004: Tough Crowd with Colin Quinn
- 2004–2007: The Tonight Show with Jay Leno
- 2007: Tom Green's House Tonight
- 2010: Orny Adams: Takes the Third
- 2011–2017: Teen Wolf
- 2012–2014: Comics Unleashed
- 2014: Just for Laughs: On Tour
- 2015: Just for Laughs
- 2015: The Halifax Comedy Festival
- 2016: All Def Digital's Roast of America
- 2016–2017: WGN Morning News
- 2017: Conan
- 2017: Orny Adams: More Than Loud
- 2023: Teen Wolf: The Movie